# Clubiona delicata
Clubiona delicata är en spindelart som beskrevs av Forster 1979. Clubiona delicata ingår i släktet Clubiona och familjen säckspindlar. Inga underarter finns listade i Catalogue of Life.